# Sesamia cyrnaea
Sesamia cyrnaea là một loài bướm đêm trong họ Noctuidae.